# Leib Groner
Pour les articles homonymes, voir Groner.
Yehuda Leib Groner dit Leib Groner ou encore Leibel Groner, né le 25 avril 1931 à New York et mort le 7 avril 2020 à New York, est un rabbin hassidique américain. Il est le secrétaire personnel du rabbin de Loubavitch  Menachem Mendel Schneerson, pendant plus de 40 ans.

## Biographie
Yehuda Leib Groner,,est né le 25 avril 1931 (8 Iyar 5691) à New York. Il est le fils du rabbin Mordechai Avrohom Yeshaya Groner et de Menucha Rochel Groner (née Slonim). Son père vient de Palestine mandataire pour collecter des fonds pour la Yechiva Toras Emes de Jérusalem. Sa grand-mère est la rebbetzin Menucha Rochel Slonim, la fille du Mitteler Rebbe de Loubavitch (Dovber Schneersohn) (1773-1827).

### Études
Il étudie à la Yechiva de Loubavitch à Crown Heights, Brooklyn, la Central Lubavitch Yeshivah, Tomchei Tmimim, au 770 Eastern Parkway, sous la direction du sixième Rebbe de Loubavitch, Yossef Yitzchok Schneersohn (1880-1950).

### Kehos
Le Rebbe de Loubavitch lui demande de travailler pour les éditions de Loubavitch, Kehos publications.

### Secrétariat du Rebbe
Lorsque  Menachem Mendel Schneerson devient le Rebbe de Loubavitch, le 17 janvier 1951, il devient son secrétaire, sous la direction du rabbin du rabbin Chaim Aizik Hodakov. Pendant plus de 44 ans, il est en constant contact avec le Rebbe,.

### Famille
En 1954, il épouse Yehudis Gurevitch, la fille du rabbin Tzemach Gurevitch. Ils ont 7 enfants, 3 fils: le rabbin Yossi Groner, le rabbin Mendel Groner, le rabbin Aron Groner, et 3 filles: Gitty Levin, Chaya Sandhaus, Sarah Tennenbaum et Shaina Wilhelm.

### Mort
Leib Gruner  meurt à New York de COVID-19 le 7 avril 2020, à l'âge de 88 ans.

## Publications
- (he) Sefer Haminhagim Chabad[5].